# Філіп Шерідан
Філіп Генрі Шерідан (англ. Philip Henry Sheridan; 6 березня 1831, Олбані, Нью-Йорк — 5 серпня 1888, Бристоль, Массачусетс) — американський воєначальник, генерал армії. Учасник Американської громадянської війни та війн США проти індіанців.

## Біографія
Військова кар'єра
- 1 липня 1848 — кадет
- 1 липня 1853 — другий лейтенант (тимчасове звання)
- 22 листопада 1854 — другий лейтенант
- 1 березня 1861 — перший лейтенант
- 14 травня 1861 — капітан
- 25 травня 1862 — полковник
- 1 липня 1862 — бригадний генерал
- 31 грудня 1862 — генерал-майор
- 20 вересня 1864 — бригадний генерал
- 8 листопада 1864 — генерал-майор
- 4 березня 1869 — генерал-лейтенант
- 1 червня 1888 — генерал армії

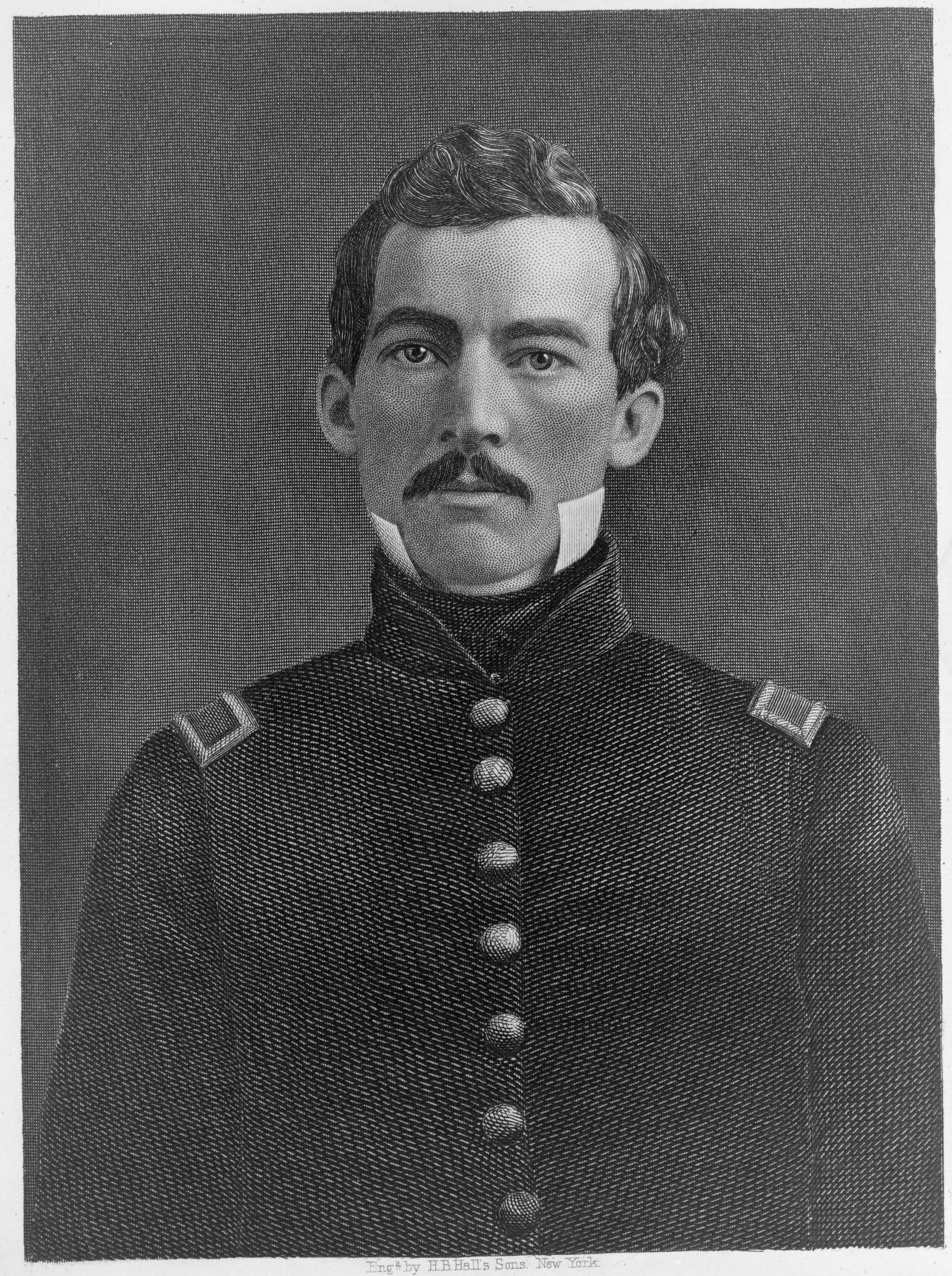
Другий лейтенант (тимчасове звання) Філіп Шерідан. 1-й піхотний полк

Філіп Генрі Шерідан народився 6 березня 1831 року в Олбані, штат Нью-Йорк і був третім з шести дітей ірландських католицьких іммігрантів Іоана та Мері Мена Шеріданів. Виріс у Сомерсеті, штат Огайо. Повнозрілий, він досяг зросту лише 165 см, що стало за привід до отримання прізвиська «Маленький Філ». У 1848 році Філіп поступив на навчання до Військової академії США у Вест-Пойнті, яку у 1853 році закінчив 34-м у своєму класі з 52 кадетів.

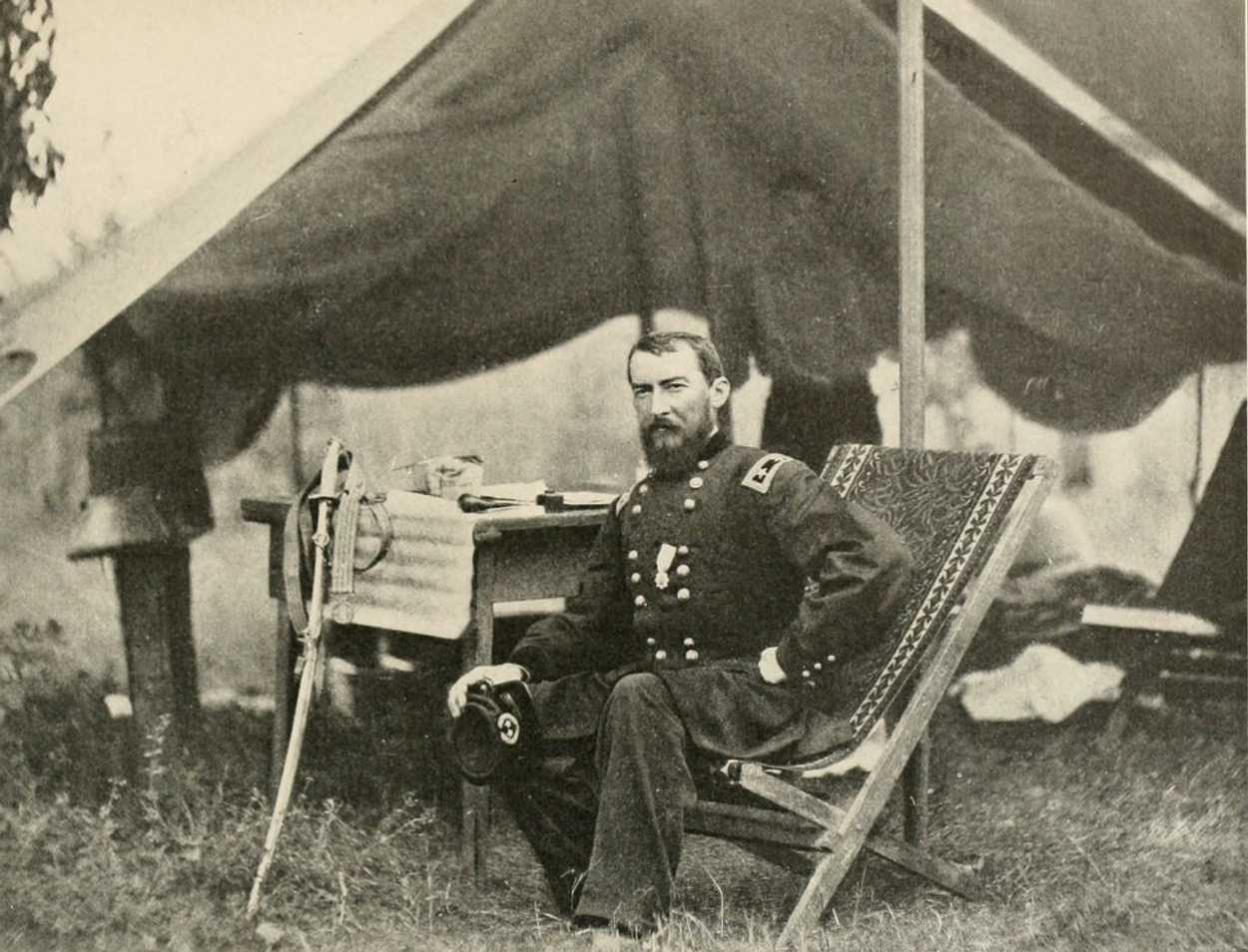
Кавалерійський генерал Філіп Шерідан. Громадянська війна в США

По випуску Шерідан отримав військове звання другого лейтенанта і був призначений до 1-го американського піхотного полку у Форт-Дункан, штат Техас, потім у 4-й піхотний полк у Форт-Редінг, Каліфорнія. Переважну більшість своєї служби у складі 4-го полку молодий офіцер проходив на Тихоокеанському північному заході, залучався до проведення топографічного розвідки долини Вілламет у 1855 році, під час якої він став учасником війн з індіанцями Якіма та Роуг-Рівер. У цих бойових походах він набув досвіду у командуванні невеликими підрозділами при проведенні рейдових дій та сутичок з індіанцями. 28 березня 1857 року був поранений у бою на території Орегон. У березні 1861 року Шерідану присвоєне звання першого лейтенанта, безпосередньо перед Громадянською війною, у травні він став капітаном, одразу після битви за форт Самтер.

### Громадянська війна в США

#### Західний ТВД
Восени 1861 року Шерідан отримав наказ на переведення до 13-го піхотного полку американської армії у Джефферсон-Барракс, поблизу Сент-Луїса, штат Міссурі. Нетривалий термін Шерідан служив у штабі генерала Генрі Галлека, а в грудні був призначений головним комісаром армії Південно-Західного Міссурі, але переконав начальника департаменту генерала Галлека також дати йому посаду генерал-квартирмейстера.
У січні 1862 року Філіп Шерідан служив у підпорядкуванні генерал-майора Самуеля Кертіса, з яким брав участь у битві за Пі-Рідж. Незабаром він виявив, що офіцери займаються махінаціями. Вони крали коней у цивільного населення і вимагали від Шерідана оплати. Той відмовився платити за викрадене майно й конфіскував коней за використання армією Кертіса. Коли Кертіс наказав йому заплатити офіцерам, Шерідан зухвало відповів: «Жодна влада не може примусити мене до грабежів або крадіжки». Кертіс заарештував Шерідана за невиконання наказу, але через втручання Галлека будь-яке офіційне провадження проти Шерідана було припинено. Шерідан повернувся до штабу Галлека, супроводжував армію при облозі Корінфа і служив помічником інженера топографічного департаменту, де познайомився з бригадним генералом Вільямом Т. Шерманом, який запропонував йому очолити піхотний полк з Огайо. Це призначення не відбулося, але вже 27 травня 1862 року, не в останню чергу через допомогу своїх друзів, зокрема майбутнього військового міністра Рассела Елгера, Шерідан був призначений командиром 2-го Мічиганського добровольчого кавалерійського полку, попри тому, що він не мав ніякого досвіду служби в кінноті.
Через місяць Шерідан вперше командував своїми військами в бою, очоливши невелику бригаду, до складу якої входив його полк. 1 липня 1862 року в битві при Бунвіллі, штат Міссісіпі, його сили стримували атаку кількох кавалерійських полків Конфедерації бригадного генерала Джеймса Р. Чалмерса, та здійснивши глибокий обхідний маневр силами двох кавалерійських полків ударив у тил та фланг конфедератів, примусивши їх відмовитися від подальших активних дій та відступити. Його дії настільки вразили командирів дивізії, включаючи бригадного генерала Вільяма С. Роузкранса, що вони рекомендували присвоїти Шерідану звання бригадного генерала. Саме після бою біля Бунвілла один з товаришів по службі подарував Шерідану коня, якого він назвав Ріенці, на якому офіцер їздив протягом усієї війни.
Незабаром Шерідан очолив 11-ту дивізію III корпусу армії Огайо генерал-майора Дона Карлоса Б'юела. 8 жовтня 1862 року він командував своєю дивізією у битві біля Перревілля. Хоча кіннота не змогла утримати під тиском «Південців» важливі висоти, що мали міцно утримувати підрозділи однієї з бригад дивізії Шерідана, втім підкріплення командира дивізії відбили атаку конфедеративної армії. Командир III корпусу генерал-майор Чарльз Гілберт наказав Шерідану атакою вибити ворога із втрачених позицій та відновити положення по вихідному рубежу, який займала бригади МакКука. Натиск та агресивність атаки Шерідана переконала конфедератів генерал-майора Леонідаса Полка, що вони повинні залишатися в обороні й не спробувати наступати далі. Пізніше того ж дня війська 11-ї дивізії відбили незначні атаки армії Конфедерації, однак формування Шерідана не брали участі у найжорсткіших боях дня, що сталися на лівому фланзі Союзу під час битви.
31 грудня 1862 року, в перший день битви на річці Стоунз, Шерідан передбачив напрямок головного удару сил Конфедерації і розмістив свій підрозділ на позиціях, підготувавши його до відбиття ворожого наступу. Його дивізія стримувала атаку конфедератів на своєму фронті, поки їх боєприпаси не закінчилися, і вони були змушені відступити. Мужнє виконання дивізією Шерідана завдання зіграло вирішальну роль у тому, щоб дати армії Союзу час закріпитися та створити потужну систему оборони. 10 квітня 1863 року Шерідана за його бойові заслуги та вміле керівництво військами підвищили до генерал-майора. За півроку він пройшов по службових щаблях від капітана до генерал-майора.
Оговтавшись після кривавої битви на річці Стоунз, союзна армія Камберленду почала підготовку до літнього наступу проти конфедеративної Теннессійської армії генерала Брекстона Брегга. 11-та дивізія Шерідана відмінно проявила себе, діючи проти Брегга в блискучій Таллагомській кампанії Роузкранса і стала головним формуванням армії Союзу, яке першим вступило в місто Таллагома.
20 вересня 1863 року, на третій день битви при Чикамогі, завершальної та вирішальної у великій Чикамозькій кампанії, Роузкранс перемістив дивізію Шерідана, що перебувала перші два дні битви у резерві, за передню лінію військ Союзу на правий фланг у другий ешелон на ймовірному напрямку головного удару «Південців», коли Брегг розпочав атаку в проміжок по лінії Союзу.
Дивізія Шерідана закріпилася на визначний позиції на пагорбі Літле в готовності відбивати напад конфедеративного корпусу генерал-лейтенанта Джеймса Лонгстріта, але їхні позиції були зметені солдатами Союзу, що відступали. В результаті конфедерати, переслідуючи противника фактично на плечах, збили 11-ту дивізію із займаних рубежів, чиї підрозділи в безладі відступили з поля бою. Комдив насилу зібрав стільки людей, скільки міг, і почав відхід до Чаттануґи, згуртувавши війська по дорозі. Але, дізнавшись, що XIV корпус генерал-майора Джорджа Г. Томаса вперто продовжує тримати позиції на пагорбі Снодграс, Шерідан наказав дивізії повернутись до поля битви, однак, як стверджують деякі історики, командири підрозділів обхідними шляхами ухилися від повернення й не брали участі в боях. Його повернення на поле битви забезпечило те, що він не поділив долі Вільяма С. Роузкранса, який, кинувши армію напризволяще, верхи втік до Чаттануґи, за що незабаром був відсторонений від командування армією.

#### Оверлендська кампанія
Нещодавно призначений головнокомандувачем армії Союзу генерал Улісс Грант викликав Шерідана до Східного театру для командування кавалерійським корпусом армії Потомака. Гранту, який до цього не знав особисто Шерідана, рекомендацію надав Генрі Галлек, що був дуже високої думки про лідерські якості та талановитість молодого генерала-кавалериста. Вже після війни, у своїх спогадах Грант стверджував, що Шерідан — це був той самий чоловік, якого він шукав на цю посаду. 5 квітня 1864 року Шерідан прибув до штабу армії Потомака, напередодні стратегічного наступу Гранта в Оверлендській кампанії.
На початковій стадії у перших битвах кампанії керівництво кавалерією Шерідана здійснював безпосередньо командувач армії генерал-майор Джордж Мід, вихованець старої школи, який бачив традиційну роль кінноти на його думку, як допоміжного роду військ і застосовував її відповідно — для ведення розвідки, дії у прикритті флангів, забезпечення охорони на марші й тилу, що Шерідан категорично не сприймав. У травні 1864 року у великій битві в глушині з конфедеративною армією Роберта Лі під час Оверлендської кампанії густа лісиста місцевість заважала будь-якому маневру кінноти та нівелювала значну ударну роль та маневреність кавалерії. Коли армія Півночі охопила правий фланг бойового порядку сил Конфедерації, просуваючись у напрямку до поміщицького дому Спотсильванії, вершники Шерідана не змогли забезпечити розчищення шляхів прориву для піхоти з лісової пустощі до визначених об'єктів атаки, в результаті чого конфедерати змогли захопити ключові перехрестя доріг до того, як туди підійшла піхота Союзної армії, що значною мірою вплинуло на підсумки битви.

Шерідан верхи під час боїв кампанії 1864 року. Хромолітографія Туре де Тулструпа

Джордж Мід був вкрай незадоволений поведінкою та стилем керівництва підлеглого, а також тим, що він не виконував своїх обов'язків зі спостереження та розвідки, як командувач армії йому наказував. З 9 по 24 травня він відправив кавалерії Шерідана в рейд у бік Річмонда, прямо кинувши виклик конфедеративній кінноті. Рейд виявився менш успішним, ніж сподівався Мід; хоча 11 травня при проведенні рейду був смертельно поранений командувача конфедеративної кінноти генерал-майор Джеб Стюарт у бою поблизу Жовтої таверні та 12 травня у бою з генералом Фіцг'ю Лі за Медоу-Брідж, рейд не створив серйозної загрози Річмонду, втім Грант залишився без сил кавалерійської розвідки у боях під Спотсильванією та біля Норт-Анни.
28 травня, після повернення до головних сил армії Потомака, кіннота Шерідана вела затяжні бої за Гоуз-Шоп, змагання, в ході якого Північ зазнала важких втрат, а конфедеративна кавалерія викрила диспозицію сил противника. Конфедерати захопили критичне перехрестя, що з 1 по 12 червня спричинило битву при Колд-Гарбор. Потім Грант наказав Шерідану здійснити рейд на північний захід, щоб прорвати Центральну залізницю Вірджинії та з'єднатись із армією долини Шенандоа, генерал-майора Девіда Хантера. 11–12 червня конфедеративна кіннота під командуванням генерала Вейда Гемптона перехопила кавалерійський корпус Шерідана та поблизу станції Тревільян сталася найбільша кавалерійська битва у війні. Не здобувши визначених цілей рейду та зазнавши великих жертв, кавалерія Півночі відступила з поля бою, повернувшись маршем, але 24 червня це формування наразилося на ще один кавалерійський загін конфедератів біля церкви Святої Марії; результатом зіткнення став бій, де люди Шерідана зазнали значних жертв.

#### Армія Шенандоа
Протягом усієї війни Конфедерація відправляла армії з Вірджинії через долину Шенандоа, щоб вторгнутись у Меріленд і Пенсільванію і погрожувати Вашингтону. Коли генерал-лейтенант Джубал Ерлі вирішив здійснити прорив долиною у кампанії 1864 року і сподіваючись у такий спосіб примусити Гранта відвести свої сили від облоги Пітерберга, напав на союзні сили поблизу Вашингтона і організував рейди на кілька міст Пенсільванії. У свою чергу, Грант, реагуючи на політичний переполох, викликаний вторгненням, організував Середній військовий округ, польові війська якого були відомі як армія Шенандоа. 7 серпня 1864 року Шерідан у Гарперс-Феррі прийняв на себе командування й військами і рештою сил оборони визначеного регіону. Його нелегкою місією було не лише розгромити армію Ерлі та закрити північний шлях вторгнення, а й позбавити «південців» можливості використовувати долину Шенандоа як продуктивний сільськогосподарський регіон, який годує Конфедерацію.
19 вересня Шерідан переміг набагато меншу армію Ерлі в бою поблизу Вінчестера і 22 вересня розбив конфедератів у битві за Фішер-Гілл. З цього моменту Шерідан розпочав рейдову операцію вглиб території Півдня, яка мала характер каральної й повсюди його кавалеристи використовували «тактику спаленої землі», знищуючи або захоплюючи худобу та провіант, а також спалюючи будинки, маєтки, млини, фабрики та залізниці. Підлеглі Шерідана виконували свою роботу невпинно та ретельно, перетворивши понад 400 квадратних миль території ворога на непридатні для життя. Цей рейд із тактикою спалених земель передував наступній операції Півночі — маршу Шермана до моря через Джорджію — коли союзні війська під командуванням генерала Шермана підривали базову основу для армії Конфедеративних Штатів, з якої вона виступала в похід на північ та повертаючи назад тамтешньому населення, яке підтримувало КША, усі жахливі наслідки війни. З цієї причини багато хто досі вважає Шерідана і Шермана військовими злочинцями.

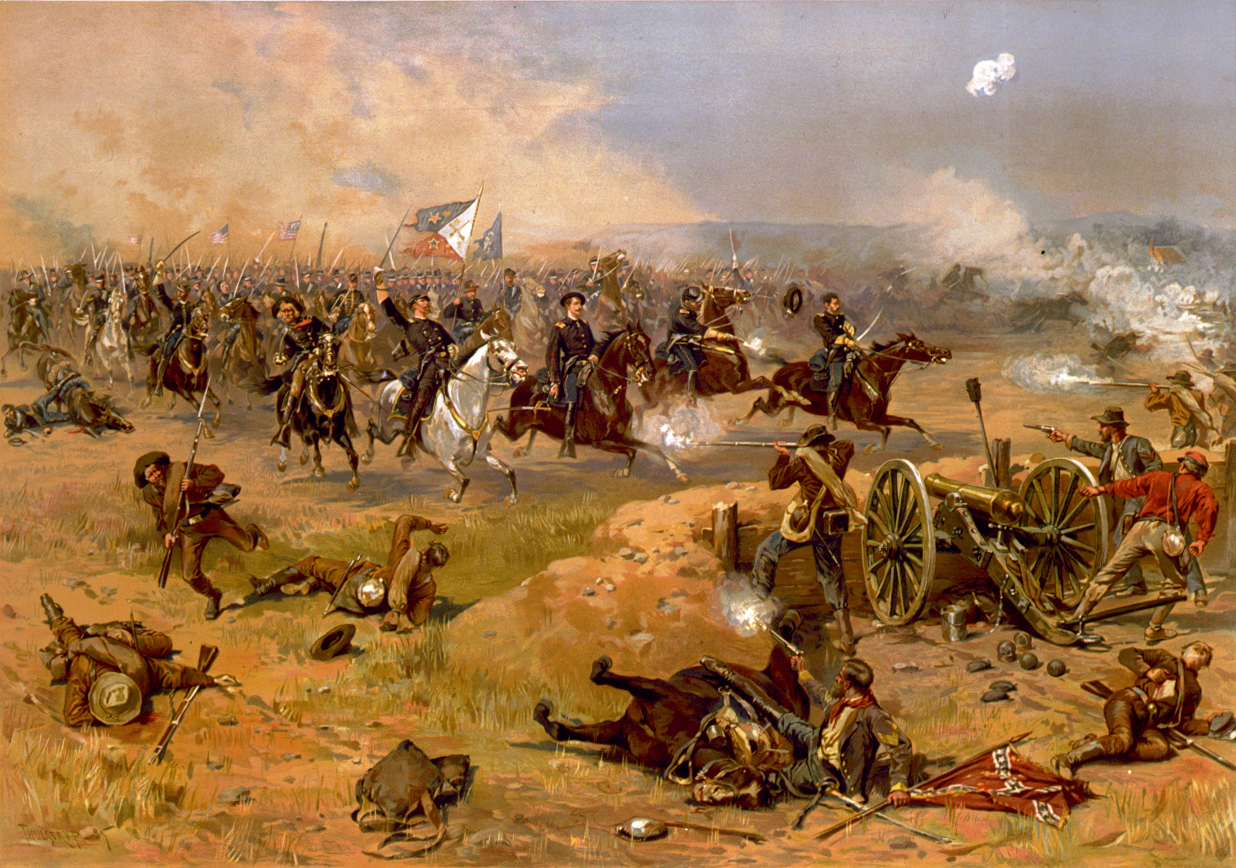
Кавалерійська атака Шерідана на армію Джубала Ерлі в. 19 жовтня 1864

19 жовтня, навдивовижу для Шерідана, який вважав, що Джубал Ерлі вже розбитий і фактично виведений з битви, і розглядав можливість відвести свою армію, щоб знову приєднатися до Гранта в Пітербурзі, конфедеративне військо Ерлі, після отримання підкріплення раптово атакувало супротивника поблизу Чедар-Кріку неподалік Страсбурга. Шерідан був відсутній у своїй армії, перебуваючи в десяти милях у Вінчестері, коли противник розпочав вдало організовану зухвалу атаку. Почувши далекі звуки артилерійської канонади, він рішуче помчав до своїх військ. Близько 10:30 ранку він дістався поля бою і почав згуртовувати своїх людей, що вже відходили під тиском противника. На щастя для Шерідана, конфедеративні солдати були занадто зайняті, щоб помітити його маневр; вони були голодні та виснажені та були зайняті грабежем союзних таборів. Нашвидкуруч організувавши свої формування, Шерідан провів контратаку, в якій привів ворога у втечу. Ерлі було завдано найзначнішої поразки, що зробило його армію майже нездатною до подальших наступальних дій. Шерідан отримав особистий подячний лист від Авраама Лінкольна та 8 листопада 1864 року підвищення у званні до генерал-майора регулярної армії, що зробило його четвертим генералом в армії Союзу після Гранта, Шермана та Міда.
Наступні кілька місяців Шерідан провів у незначних за розмахом сутичках та боях проти партизан Півдня. Незважаючи на те, що Грант продовжував наполягати на тому, щоб Шерідан рухався на південь і перервати Центральну залізницю Вірджинії, якою здійснювалося постачання Пітерсбергу, Шерідан не погоджувався. У листопаді до головних сил армії Шенандоа з походу повернувся VI корпус.
27 лютого 1865 року війська Шерідана, насамперед кавалерія та артилерія, нарешті виїхали зі своїх зимових квартир і вирушили на схід.

#### Аппоматтокська кампанія
Зважаючи на те, що наказ Гранта був доволі розпливчастим і нечітким — знищити центральну залізницю Вірджинії та канал річки Джеймс, захопити Лінчбург, якщо це можливо, а потім приєднатися до сил Вільяма Шермана в Північній Кароліні або повернутися до Вінчестера — Шерідан розтлумачив цей наказ доволі повільно і замість того, щоб вирушити до Північної Кароліни, він вирушив на з'єднання з армією Потомака в Пітерсберзі.
2 березня 1865 року, на марші до Пітерсберга, в битві при Вейнсборо, він остаточно розгромив рештки армії Ерлі та захопив у полон 1500 його солдатів, утративши лише дев'ятьох своїх. 1 квітня його вершники перерізали лінії підтримки генерала Лі у Файв-Форкс, і в битві, що розгорнулася, Шерідан розгромив війська Джорджа Пікетта, змусивши в такий спосіб Лі відступити від обложеного Пітерсберга.
Агресивність, наполегливість та добре організований Шеріданом наступ у битві при Сейлорс-Крік 6 квітня фактично прирік долю армії генерала Лі, який втратив понад 20 % своїх людей тільки полоненими. 7 квітня Президент Лінкольн надіслав Гранту телеграму: «Генерал Шерідан каже: „Якщо ще трохи натиснути, я думаю, що Лі здасться“. Нехай це станеться». 9 квітня 1865 року в приміщенні Аппоматтокського суду Шерідан заблокував можливу втечу Лі, змусивши пізніше того ж дня армію Північної Вірджинії капітулювати. У ці останні дні Громадянської війни Грант підсумував роль Філіпа Шерідана: «Я вірю, що генерал Шерідан не має жодного воєначальника ні серед живих, ні серед мертвих, який би перевершував його, й можливо навіть йому рівного».

### Реконструкція Півдня
Після капітуляції генерала Лі, а також військ генерала Джозефа Е. Джонстона в Північній Кароліні, єдиною значною силою Конфедеративних штатів, що залишилася, була армія під командуванням генерала Едмунда Кірбі Сміта в Техасі. 17 травня 1865 року Грант призначив Шерідана командувачем Військовим округом Південного Заходу з наказом перемогти Сміта та невідкладно повернути Техас і Луїзіану під контроль Союзу. Однак Сміт здався у Галвестоні ще до того, як Шерідан дійшов до Нового Орлеана.
Паралельно Грант був стурбований ситуацією в сусідній Мексиці, де 40 000 французьких солдатів підтримували маріонетковий режим австрійського ерцгерцога Максиміліана. Шерідан зібрав 50 000 чоловіків у три корпуси, швидко окупував прибережні міста Техасу, поступово закріпився у внутрішній частині штату та організував регулярне патрулювання кордону Мексики та США. Військова присутність, політичний тиск з боку США та зростаючий опір Беніто Хуареса примусили французів відмовитися від своїх претензій до Мексики. Наполеон III оголосив поетапний вивід французьких військ, який 12 березня 1867 року завершився.
У березні 1867 року, коли на Півдні розпочалася Реконструкція, Шерідан був призначений військовим губернатором 5-го військового округу (Техас і Луїзіана). Він суворо обмежив реєстрацію виборців з числа колишніх конфедератів і постановив, що тільки зареєстровані виборці (включаючи негрів) можуть служити присяжними. Крім того, розслідування смертельно небезпечного бунту в Новому Орлеані 1866 року, коли білі расисти вбили 34 негри, стосувалося численних місцевих чиновників; Шерідан звільнив з посади мера Нового Орлеана, генерального прокурора Луїзіани та окружного суддю. Пізніше він усунув губернатора Луїзіани Джеймса М. Веллса, звинувативши його як «політичного брехуна та нечесну людину». Він також звільнив губернатора штату Техас Джеймса У. Трокмортона, колишнього конфедерата, за те, що він «перешкоджав реконструкції держави», замінивши його республіканцем Елайшею Пиз, який програв на попередніх виборах Трокмортону.
Під час правління адміністрації Гранта, поки Шерідан перебував на службу на Заході, він двічі відряджався до Луїзіани, щоб розібратися з проблемами, які гальмували процес Реконструкції Півдня. У січні 1875 року федеральні війська втрутилися в Легіслатуру штату Луїзіани після спроб демократів захопити контроль над спірними посадами. Шерідан підтримав губернатора республіканців Вільяма Келлога, переможця державних виборів 1872 року, і заявив, що демократичні опоненти республіканського правління, які застосовували насильство для нівелювання законних результатів виборів, були «бандитами», яких повинний розглянути військовий трибунал. У 1876 році Шерідан також був відправлений до Нового Орлеана, щоб командувати військами, які забезпечували мир на неспокійних територіях після спірних президентських виборів 1876 року.

### Індіанські війни
У серпні 1867 року Грант призначив Шерідана керівником Департамент Міссурі, адміністративної території площею понад 1 000 000 км², яка охоплювала всі землі між річкою Міссісіпі та Скелястими горами. Ситуація в цьому регіоні Великих рівнин різко загострилася, після того як генерал-майор Вінфілд Скотт Генкок розпочав свою кампанію, яка спровокувала у відповідь рейди індіанських племен сіу та шеєнів по тамтешніх територіях. Шерідан прибув до Міссурі, щоб умиротворити рівнини. Його війська, посилені державним ополченням, не мали значної сили й були розпорошені на величезній території, тому не могли ефективно протистояти організованим вилазкам індіанців. Отже, Шерідан повернувся до стратегії, яку використовував у долині Шенандоа. Під час зимової кампанії 1868–69 років його війська нападали на зимові стоянки племен шеєнів, кайова та команчі, забирали припаси та худобу та вбивали тих, хто намагався чинити опір, загнавши решту назад у їхні резервації. Після обрання Гранта президентом США, Шерман був призначений головнокомандувачем американської армії, а Шерідан очолив військовий округ Міссурі, отримавши під свій контроль усі Великі рівнини. У цей час за його наказом було організовано тотальне знищення бізонів спеціальними командами професійних мисливців, що знищували тварин на землях індіанських резервацій. До 1874 року вони вбили понад 4 мільйони бізонів, чому Шерідан дуже радів.
За час керівництва Шерідана його Департамент вів чисельні воєнні дії проти індіанців: війну на Ред-Рівер, війну Юте та Велику війну проти Сіу 1876-77 років, в ході якої в битві на Літтл-Біггорн загинув його довірений підлеглий, підполковник Джордж Армстронг Кастер. Врешті-решт індіанці повернулися до призначених резервацій, індійські набіги вщухали протягом 1870-х років і були майже закінчені на початку 1880-х років, коли Шерідан став головнокомандувачем американської армії.
За спірними свідоцтвами дослідників того часу, Шерідану нібито належить фраза: «Гарний індіанець — мертвий індіанець», якою він відповів вождю команчів Тосауді (укр. Білий ніж), коли той з повагою сказав американському генералу: «Тосауді, добрий індіанець».

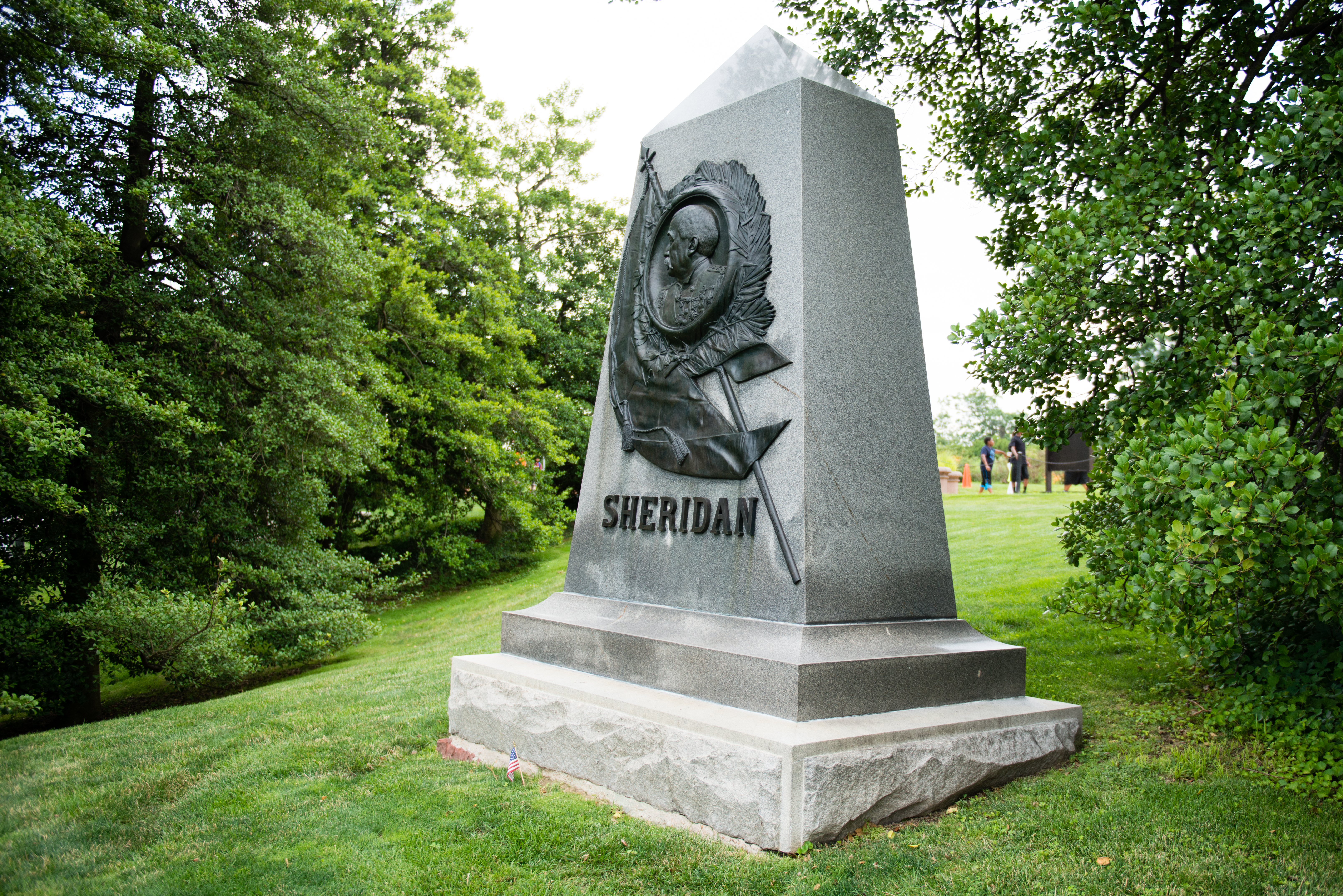
Пам'ятна стела на могилі Філіпа Шерідана на Арлингтонському національному цвинтарі

### Подальше життя
У 1870 році президент Грант, на прохання Шерідана, направив його спостерігати і повідомляти про франко-прусську війну. Як гість прусського короля Вільгельма I, він був присутній, коли імператор Наполеон III здався німцям, що було приємно Шерідану після його досвіду протистояння з французами в Мексиці. Пізніше він об'їздив більшу частину Європи і повернувся до США, щоб повідомити Гранту, що хоча пруссаки були «дуже хорошими відважними солдатами, які йшли в кожну битву з рішучістю перемогти, … тут у них немає нічому навчитися професійно.» Він критикував тактику застосування кінноти й порівнював це явище з тим, як Мід намагалася контролювати його кавалерійські частини й постійно гальмував їхні дії. Разом з цим, Шерідан оцінював прусську систему керівництва як «ідеальну військову систему» і був дуже високої думки про якість німецького офіцерського корпусу. Його висловлювання щодо французів були набагато суворішими; він розкритикував французьку армію за те, що вона не використовувала численних можливостей зупинити німецький наступ, за те, що вони здійснювали переміщення повільно і незграбно, за те, що не скористалися жодною з численних гарних можливостей перерізати ворожі лінії комунікацій, які ніхто не охороняв та за хаотичність і сумбурність у прийнятті рішень та відповідно діях на полі бою.
1 листопада 1883 року Шерідан змінив генерала Вільяма Т. Шермана на посаді головнокомандувача американської армії і посідав цю посаду до своєї смерті. 1 червня 1888 року, незадовго до смерті, він був підвищений до звання генерала армії (те саме звання, яке раніше заслужили Грант і Шерман, що еквівалентно п'ятизірковому генералу О-11 в сучасній армії США).
У 1888 році Шерідан переніс серію серцевих нападів. Хоча худий в юності, до 57 років він, при своєму невеликому зрості набрав вагу майже 100 кілограмів. 5 серпня 1888 року Філіп Шерман помер від серцевої недостатності на своєї дачі в анклаві Нонкітт у Дартмауті, штат Массачусетс.

### Пам'ять
На честь генерала армії Філіпа Шерідана названий легкий танк M551 «Шерідан».
У Національному парку Єллоустоун є гора Шерідан.
Його ім'я носять: округи — округ Шерідан, Північна Дакота; округ Шерідан, штат Небраска; округ Шерідан, штат Монтана; округ Шерідан, Вайомінг; і округ Шерідан, штат Канзас, а також міста Шерідан, штат Колорадо; Шерідан, штат Монтана (в окрузі Медісон); Шерідан, Вайомінг; Шерідан, Арканзас; Шерідан, Орегон; Шерідан, штат Індіана та Шерідан, штат Іллінойс (графство Ла-Салл).